# Противоположная теорема
Противоположная теорема — это утверждение, в котором условие и заключение исходной теоремы заменены их отрицаниями. Каждая теорема может быть выражена в форме импликации {\displaystyle A\Rightarrow B}, в которой посылка {\displaystyle A} является условием теоремы, а следствие {\displaystyle B} является заключением теоремы. Тогда теорема, записанная в виде {\displaystyle {\overline {A}}\Rightarrow {\overline {B}}} является противоположной к ней.
Здесь {\displaystyle {\overline {A}}} — отрицание {\displaystyle A}, {\displaystyle {\overline {B}}} — отрицание {\displaystyle B}. Доказательство необходимости и достаточности условий {\displaystyle A} теоремы {\displaystyle A\Rightarrow B} для её заключения {\displaystyle B} сводится к доказательству одной из двух противоположных теорем ({\displaystyle A\Rightarrow B} и {\displaystyle {\overline {A}}\Rightarrow {\overline {B}}}; {\displaystyle B\Rightarrow A} и {\displaystyle {\overline {B}}\Rightarrow {\overline {A}}}) или одной из двух обратных теорем ({\displaystyle A\Rightarrow B} и {\displaystyle B\Rightarrow A}; {\displaystyle {\overline {A}}\Rightarrow {\overline {B}}} и {\displaystyle {\overline {B}}\Rightarrow {\overline {A}}}).
Если условие и/или заключение теоремы являются сложными суждениями, то противоположная теорема допускает множество не равносильных друг другу формулировок. Например, если условием теоремы является {\displaystyle A}, а заключением {\displaystyle Y\Rightarrow Z}: {\displaystyle A\Rightarrow (Y\Rightarrow Z)}, то для противоположной теоремы существует пять форм:
1. {\displaystyle {\overline {A}}\Rightarrow ({\overline {Y\Rightarrow Z}})}
2. {\displaystyle {\overline {Y}}\Rightarrow ({\overline {A\Rightarrow Z}})}
3. {\displaystyle {\overline {A\And Y}}\Rightarrow {\overline {Z}}}
4. {\displaystyle A\Rightarrow ({\overline {Y}}\Rightarrow {\overline {Z}})}
5. {\displaystyle Y\Rightarrow ({\overline {A}}\Rightarrow {\overline {Z}})}

## Свойства
- Прямая теорема эквивалентна теореме, противоположной обратной: {\displaystyle (A\Rightarrow B)\Leftrightarrow ({\overline {B}}\Rightarrow {\overline {A}})}
- Обратная теорема эквивалентна противоположной прямой: {\displaystyle (B\Rightarrow A)\Leftrightarrow ({\overline {A}}\Rightarrow {\overline {B}})}[1]

## Примеры
- Теорему Пифагора можно сформулировать следующим образом:

Если в треугольнике со сторонами длиной {\displaystyle a}, {\displaystyle b} и {\displaystyle c} угол, противолежащий стороне {\displaystyle c}, прямой, то {\displaystyle a^{2}+b^{2}=c^{2}}.

Противоположная к теореме Пифагора теорема может быть сформулирована следующим образом:

Если в треугольнике со сторонами длиной {\displaystyle a}, {\displaystyle b} и {\displaystyle c} угол, противолежащий стороне {\displaystyle c}, не является прямым, то {\displaystyle a^{2}+b^{2}\neq c^{2}}.